# Graphocephala teres
Graphocephala teres är en insektsart som beskrevs av Fowler 1900. Graphocephala teres ingår i släktet Graphocephala och familjen dvärgstritar. Inga underarter finns listade i Catalogue of Life.